# شيرين حسني
شيرين حسني ممثلة مصرية معتزلة، شاركت عام 2007 بعملين هما مسلسل أولاد الليل و مسلسل قلب امرأة.

## زواجها
تزوجت شيرين حسني من الفنان ناصر سيف، حيث أنجبا ابنيهما الفنان الشاب نزار سيف.